# 普雷沃库尔
普雷沃库尔（法語：Prévocourt，法語發音：[pʁevɔkuʁ]）是法国摩泽尔省的一个市镇，属于萨尔堡-萨兰堡区。

## 地理
普雷沃库尔（48°54'52"N, 6°25'41"E）面积6.77 平方千米，位于法国大東部大區摩泽尔省，该省份为法国东北部内陆省份，是洛林的一部分，西南接默尔特-摩泽尔省，东临下莱茵省，北与卢森堡和德国接壤。
与普雷沃库尔接壤的市镇（或旧市镇、城区）包括：巴库尔、弗雷姆里、阿诺库尔、吕西、尼德河畔莫维尔、坦克里。

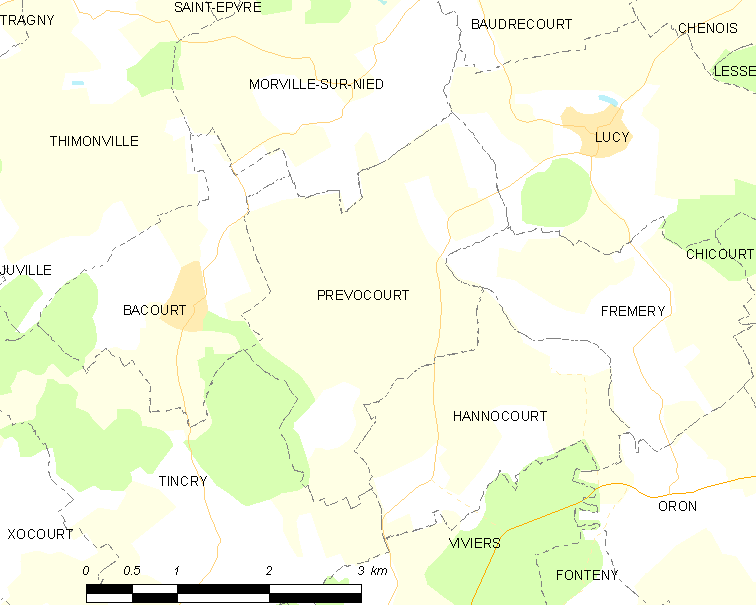
普雷沃库尔的OSM定位图

普雷沃库尔的时区为UTC+01:00、UTC+02:00（夏令时）。

## 行政
普雷沃库尔的邮政编码为57590，INSEE市镇编码为57555。

## 政治
普雷沃库尔所属的省级选区为索努瓦县。

## 人口

1962-2008年间普雷沃库尔人口变化图示

普雷沃库尔于2022年1月1日时的人口数量为110人。